# Zeměchy (Jimlín)
Zeměchy je část obce Jimlín v okrese Louny. Nachází se na severu Jimlína. Prochází zde silnice II/225. V roce 2011 zde trvale žilo 396 obyvatel.
Zeměchy leží v katastrálním území Zeměchy u Loun o rozloze 4,56 km².

## Historie
První písemná zmínka o vesnici pochází z roku 1381.

## Obyvatelstvo
|                                                                      | 1869 | 1880 | 1890 | 1900 | 1910 | 1921 | 1930 | 1950 | 1961 | 1970 | 1980 | 1991 | 2001 | 2011 | 2021 |
| -------------------------------------------------------------------- | ---- | ---- | ---- | ---- | ---- | ---- | ---- | ---- | ---- | ---- | ---- | ---- | ---- | ---- | ---- |
| Obyvatelé                                                            | 361  | 424  | 434  | 543  | 658  | 643  | 675  | 539  | 573  | 533  | 463  | 364  | 330  | 396  | 422  |
| Domy                                                                 | 54   | 58   | 67   | 73   | 88   | 104  | 135  | 173  | —    | 161  | 154  | 163  | 164  | 169  | 176  |
| Počet domů z roku 1961 je zahrnut v celkovém počtu domů obce Jimlín. |      |      |      |      |      |      |      |      |      |      |      |      |      |      |      |

## Obecní správa
Při sčítání lidu v letech 1869–1950 Zeměchy byly samostatnou obcí v okrese Louny. V letech 1961–1980 byly částí obce Jimlín v okrese Louny. Od 1. ledna 1981 do 23. listopadu 1990 byla častí obce Hřivice v okrese Louny. Od 24. listopadu 1990 je znovu částí obce Jimlín.

## Pamětihodnosti
- socha svatého Jana Nepomuckého
- hrob Karla Líma – hrob číslo 143
- Na severovýchodním okraji vesnice končí naučná stezka Louny–Zeměchy.

## Rodáci
- Karel Lím (1875–1958), turista
- Drahoslav Lím (1925–2003), chemik a vynálezce, objevitel hydrogelu pro kontaktní čočky

## Galerie

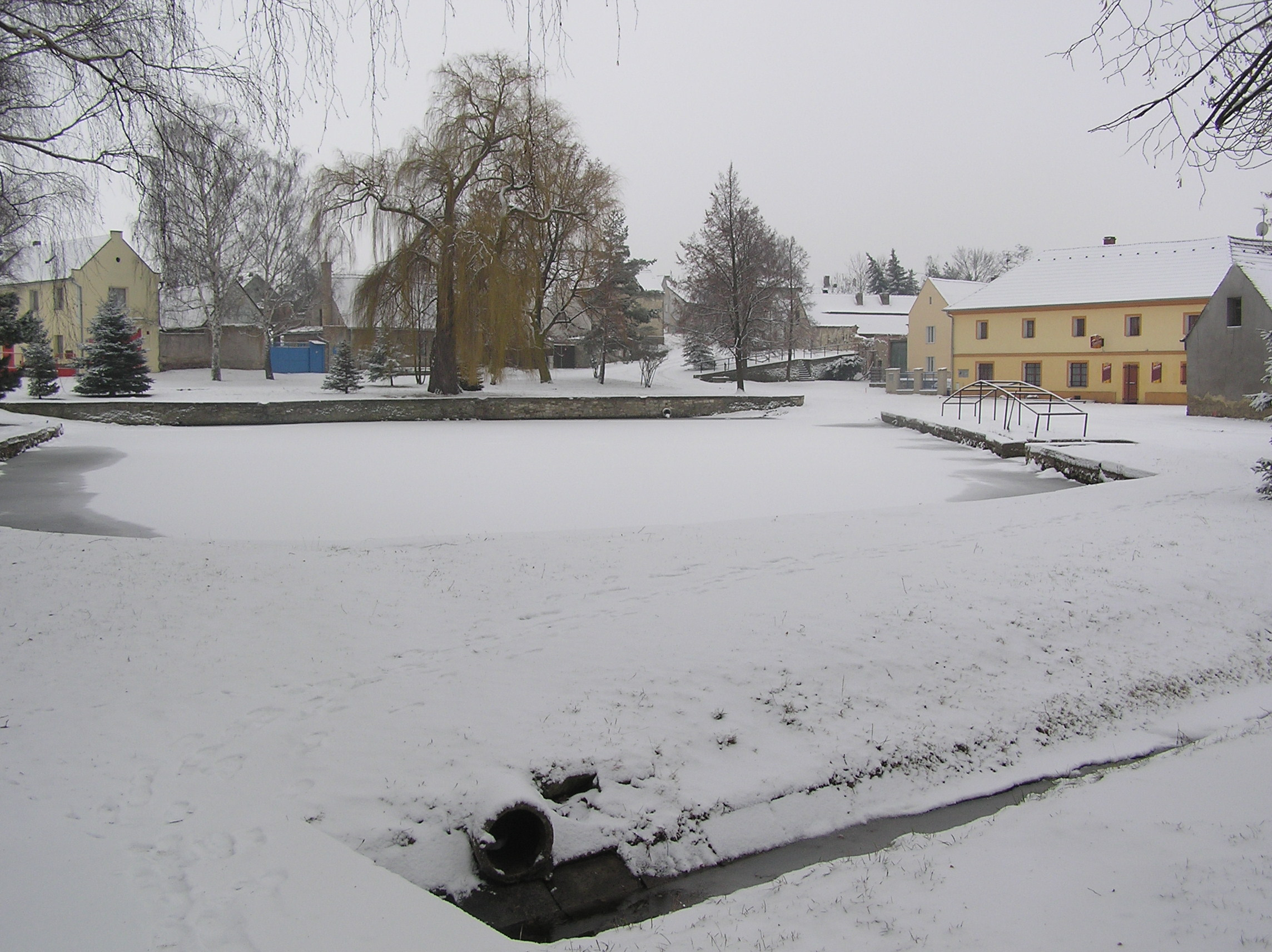
Náves
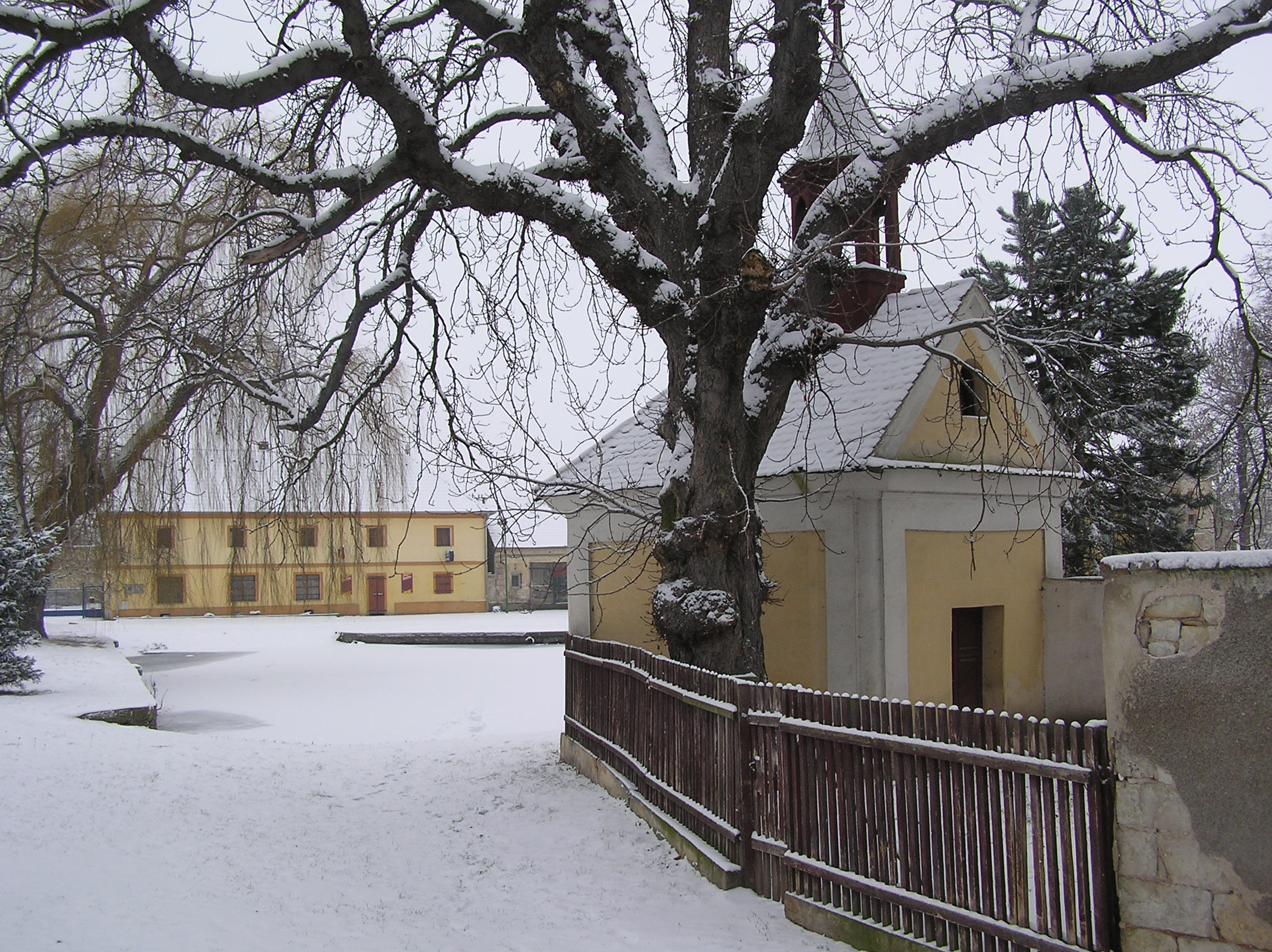
Kaplička
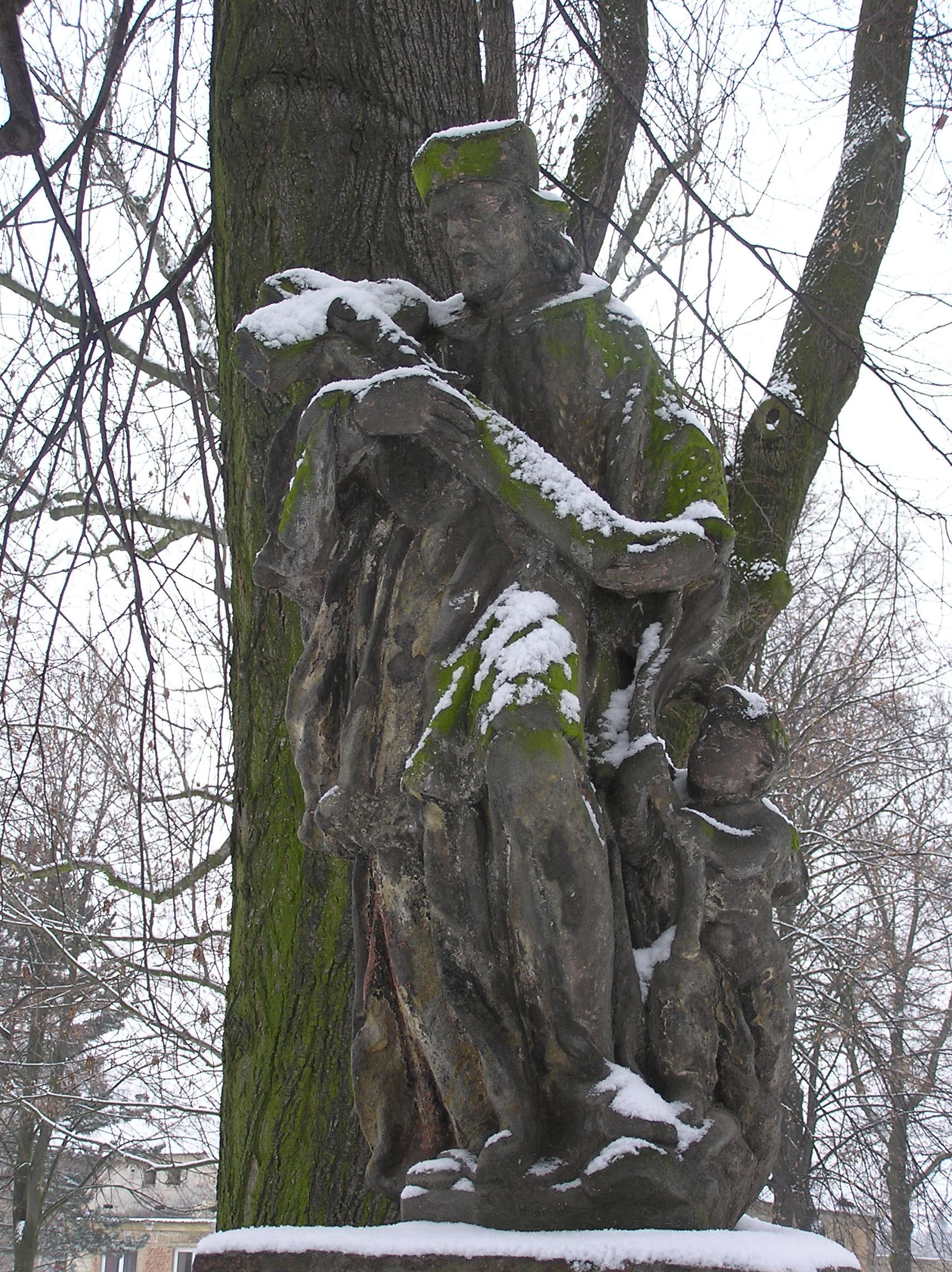
Plastika svatého Jana Nepomuckého
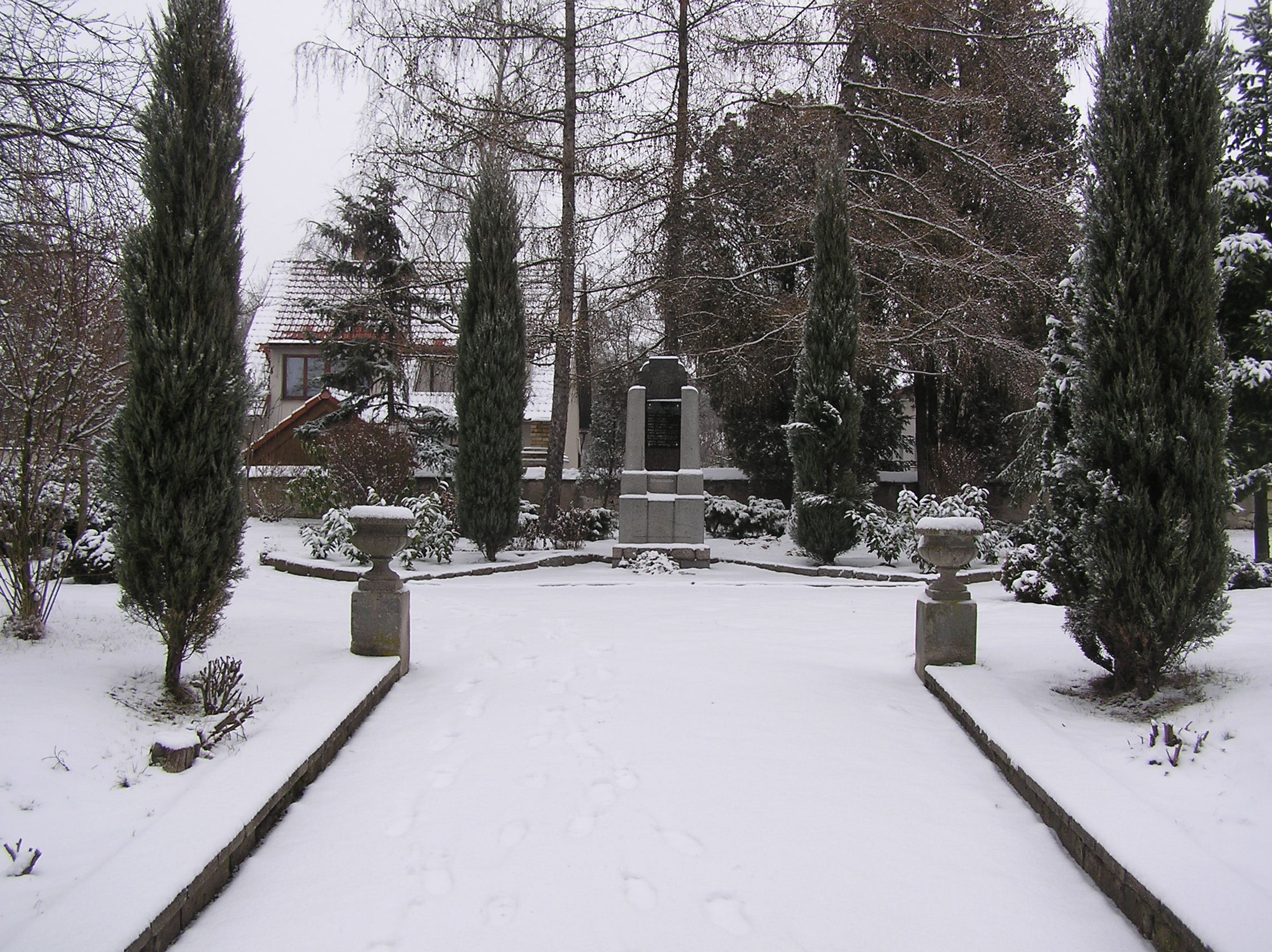
Pomník padlým ve druhé světové válce